# Natalia Oreiro

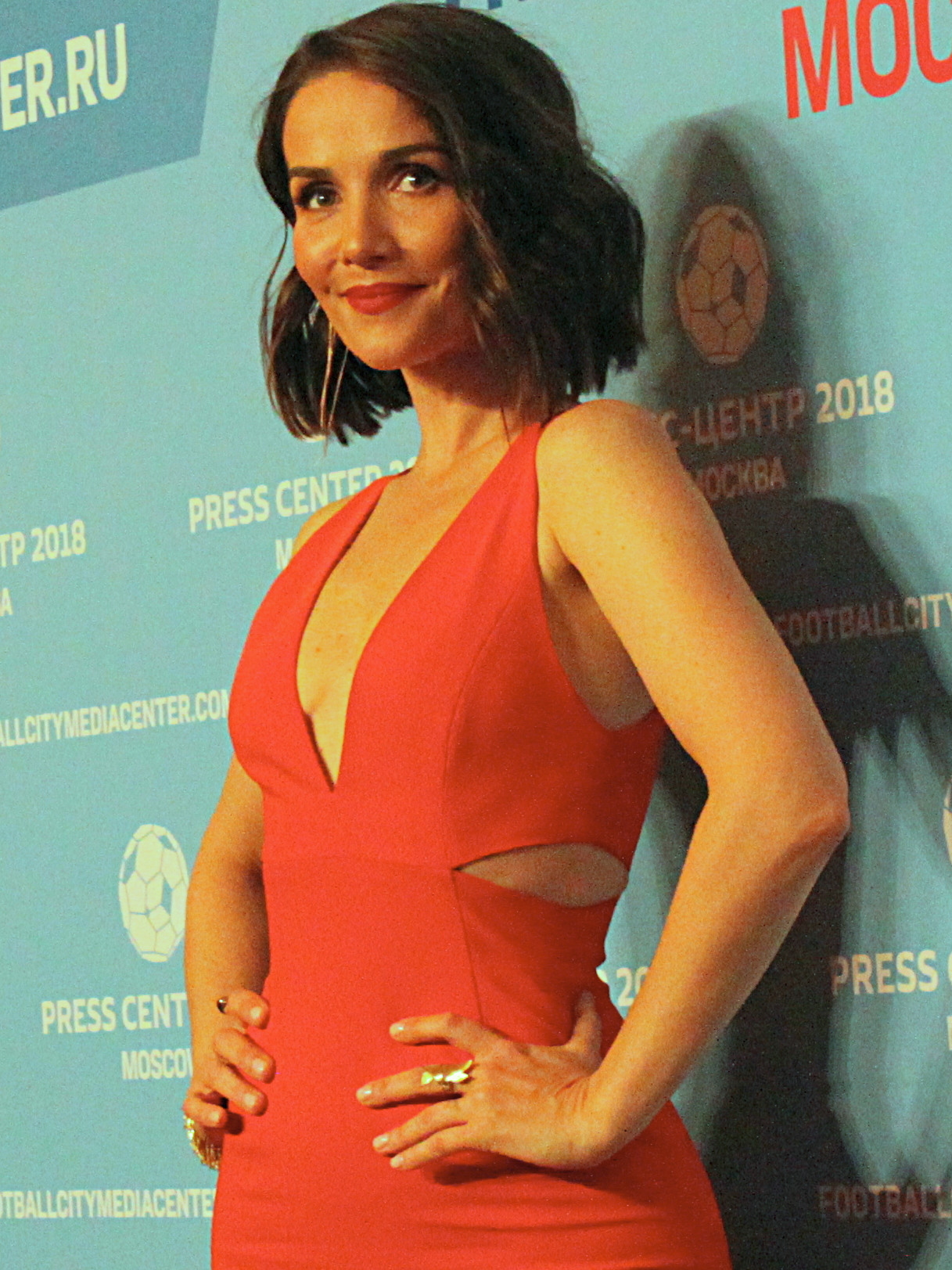
Natalia Oreiro

Natalia Marisa Oreiro Iglesias (Montevideo, 19 maggio 1977) è un'attrice e cantante uruguaiana.

## Biografia
Nata il 19 maggio 1977, ha studiato recitazione a partire dagli otto anni e a dodici ha iniziato a fare provini per le pubblicità. È apparsa in più di trenta spot pubblicitari, tra i quali quelli di marchi come Coca Cola e Pepsi. All'età di 16 anni si è trasferita in Argentina, per perseguire la carriera di attrice.
Nel 1994 ha ottenuto il suo primo ruolo secondario nella serie Inconquistable corazon; successivamente ha preso parte a varie serie, tra le quali Dulce Ana e Top Model. Nel 1997 arriva il suo primo ruolo da protagonista, nella telenovela Ricos y famosos.
L'anno seguente gira il suo primo film, Un argentino en New York (1998).
A partire dal 1998 Natalia ha iniziato anche la sua carriera da cantante, pubblicando il suo primo disco (Natalia Oreiro), dal quale ha estratto il singolo Cambio dolor, diventato la sigla della sua successiva telenovela, Muñeca brava. L'intero disco è stato colonna sonora della telenovela.
Per la sua recitazione in Muñeca brava Natalia è stata candidata due volte (1998 e 1999) al Premio Martín Fierro come miglior attrice protagonista, vincendo in una occasione. Nel gennaio del 2000 Natalia è stata nominata "celebrità dell'anno" da E! Entertainment Television e ha continuato la sua carriera musicale pubblicando il suo secondo album, Tu veneno.
Il suo terzo album Turmalina è stato realizzato nel 2002, in corrispondenza alla sua telenovela Kachorra.
Nel 2003 ha preso parte al film Cleopatra, una co-produzione tra Argentina e Spagna. A metà del 2003 ha iniziato il suo tour musicale nell'Europa dell'est e in America Latina. Nel marzo 2004 ha iniziato le riprese della serie El deseo.
Nel 2006 ha interpretato Esperanza Muñoz, protagonista della telenovela Sos mi vida, insieme a Facundo Arana, precedentemente suo compagno in Muñeca brava. Successivamente Natalia protagonizza Amanda O, una telenovela pensata per internet e telefoni cellulari, e ha quindi girato tre film: Música en espera, Francia e Miss Tacuarembó.
Nel 2013 torna in tv, interpretando Aurora Andres nella serie Solamente vos, insieme ad Adrian Suar, Lali Espósito e María Eugenia Suárez. Nel 2015 interpreta Ariana, una donna vittima di stupro in Entre canibales. Nel 2016 torna sul grande schermo mettendosi nel panni della cantante Gilda nel film Gilda, no me arrepiento de este amor, mentre nel 2018 interpreta Pilar nel film Re loca.
Nel 2022 per Star Disney+ interpreta la protagonista Eva Peron, nella serie tv Santa Evita.

## Vita privata
Dopo una relazione durata sei anni con l'attore Pablo Echarri, incontrato sul set di Inconquistable corazòn, il 31 dicembre 2001 ha sposato Ricardo Mollo, leader della rock band argentina Divididos. Nel 2012, dopo 11 anni di matrimonio, è diventata madre di un bambino: Merlín Atahualpa Mollo Oreiro.

## Discografia
- Natalia Oreiro (1999)
- Tu veneno (2001)
- Turmalina (2002)
- Miss Tacuarembó - Colonna sonora (2010)
- Gilda - Colonna sonora (2016)

## Filmografia

### Cinema
- Un argentino en New York, regia di Juan José Jusid (1998)
- Cleopatra (2003)
- La guerra de los gimnasios - cortometraggio (2004)
- Las vidas posibles (2005)
- La Peli (2006-2007)
- Rehén de ilusiones (2008)
- Música en espera, regia di Hernán A. Golfrid (2009)
- Francia (2009)
- Miss Tacuarembó, regia di Martín Sastre (2010)
- Mi primera boda (2011)
- Infanzia clandestina, regia di Benjamín Ávila (2011)
- The German Doctor, regia di Lucía Puenzo (2013)
- Nasha Natasha (2016) - documentario
- Gilda, no me arrepiento de este amor (2016)
- Re loca, regia di Martino Zaidelis (2018)
- La noche mágica (2020)
- Reinas salvajes (2020)
- Una mamma senza freni, regia di Martino Zaidelis (2024)

### Televisione
- Inconquistable corazón - serie TV, (1994-1995)
- Dulce Ana - serie TV, (1995)
- Top Model - serie TV, (1996-1997)
- Ricos y famosos - serie TV, (1997-1998)
- Muñeca brava - serie TV, (1998-1999)
- Kachorra - serie TV, (2002)
- El deseo - serie TV, (2004)
- Botines, episodio: "Bailarina en rosa y verde" - serie TV, (2005)
- Al ritmo del tango - miniserie TV, (2006)
- Sos mi vida - serie TV, (2006-2007)
- Il mondo di Patty - serie TV, (2007)
- Amanda O - serie TV, (2008)
- Lynch - serie TV, (2012-2013)
- Solamente vos - serie TV, (2013-2014)
- Entre canibales - serie TV, (2015)
- Santa Evita - serie TV, (2022)
- Iosi, la spia pentita - serie TV, (2022-2023)

## Doppiatrici italiane
Nella versione in italiano dei suoi lavori, Natalia Oreiro è stata doppiata da:
- Stella Musy in Santa Evita
- Emilia Costa in The German Doctor
- Cristiana Rossi in Infanzia clandestina
- Claudia Mangano in Top Model